# Passifloraceae
Passifloraceae é uma família de angiospermas (plantas com flor - divisão Magnoliophyta), pertencente à ordem Malpighiales.

## Morfologia
São plantas de hábitos herbáceos ou lenhosos. Apresentam tricomas diversos, folhas alternas, inteiras ou variadamente lobadas. Possuem estípulas e geralmente apresentam 5 pétalas livres e 5 pétalas livres. Suas flores são vistosas, grandes e hermafroditas, cíclicas, diclamídeas e de simetria radial.

### Relação entre Turneraceae e passifloraceae
Os estudos filogenéticos sustentam tanto o reconhecimento de Turneraceae  como siatintas de passifloraceae como reunidas em uma única família, o que foi adotado pelo APG III (2009).
Turneraceae juntamente com Meleshebiaceae estão fortemente associadas à Passifloraceae, famílias com a qual compartilham vários caracteres, dentre os quais destacam-se: presença de glândulas foliares, coleteres, arilo e endosperma persistente, formando assim um grupo parafilético em Malpighiales.

## Adaptações
Uma característica peculiar é a grande variabilidade foliar encontrada nesse gênero, que segundo MacDougal (1994) é a maior encontrada entre todas as angiospermas. Suas flores também são muito variáveis em tamanho e cor, com a coroa e o perianto diversamente orientados e desenvolvidos, sendo que todas essas características devem ter surgido de um processo co-evolutivo com os agentes polinizadores (MacDougal 1994).  

## Distribuição geográfica
O grupo compreende cerca de 630 espécies, classificadas em 20 gêneros, de árvores, arbustos e, principalmente lianas. 
As passifloráceas são mais comuns em zonas tropicais e temperadas, mas algumas espécies, nomeadamente do gênero Adenia, estão adaptadas a condições de aridez. 
Os frutos de algumas espécies do gênero Passiflora são comestíveis e conhecidos como maracujá. 
Desta família, apenas o gênero Passiflora ocorre no Estados Unidos. No Brasil ocorrem apenas 4 gêneros e cerca de 140 espécies.

## Importância econômica
Muitas espécies de Passiflora fornecem frutos comestíveis, como o maracujá, havendo assim um extenso comércio de seus frutos. Outras apresentam flores vistosas e são usadas para ornamentação.

## Reprodução
A reprodução funciona predominantemente por fecundação cruzada. A autofecundação é rara e, quando ocorre, forma frutos menores e com poucas sementes (Semir & Brown 1975). 
As flores, com frequência, são bissexuadas com hipanto em forma de taça a tubular.O hipanto que gradualmente se funde
ao ovário com modificação do ovário súpero para ovário ínfero e reunião das flores em inflorescências.

## Gêneros
Adenia - Ancistrothyrsus - Androsiphonia -
Barteria - Basananthe - Crossostemma -
Deidamia - Dilkea - Efulensia - Hollrungia -
Mitostemma - Paropsia - Paropsiopsis -
Passiflora - Schlechterina - Smeathmannia -
Tetrapathaea - Tryphostemma - Viridivia